# 鳞棘大眼鲬
鳞棘大眼鲬（学名：Suggrundus rodericensis）为鲬科大眼鲬属的鱼类。分布于印度-西太平洋区、台湾岛等。该物种的模式产地在留尼汪岛。

## 扩展阅读
維基物種上的相關：鳞棘大眼鲬